# Wiborgia leptoptera
Wiborgia leptoptera är en ärtväxtart som beskrevs av Rolf Martin Theodor Dahlgren. Wiborgia leptoptera ingår i släktet Wiborgia och familjen ärtväxter.

## Underarter
Arten delas in i följande underarter:
- W. l. cedarbergensis
- W. l. leptoptera